# René Dunan
René Dunan (* 12. November 1793 in Nantes; † 7. Mai 1885 in ebenda) war ein französischer Französischlehrer und Pädagoge. Er gründete eine Einrichtung für gehörlose Kinder, das Institut La Persagotière, und war 1825 der erste gehörlose Direktor einer Schule in Frankreich.

## Biographie

### Herkunft und Ausbildung
René Dunans Eltern betreiben einen Lebensmittelladen in der Rue Crébillon.

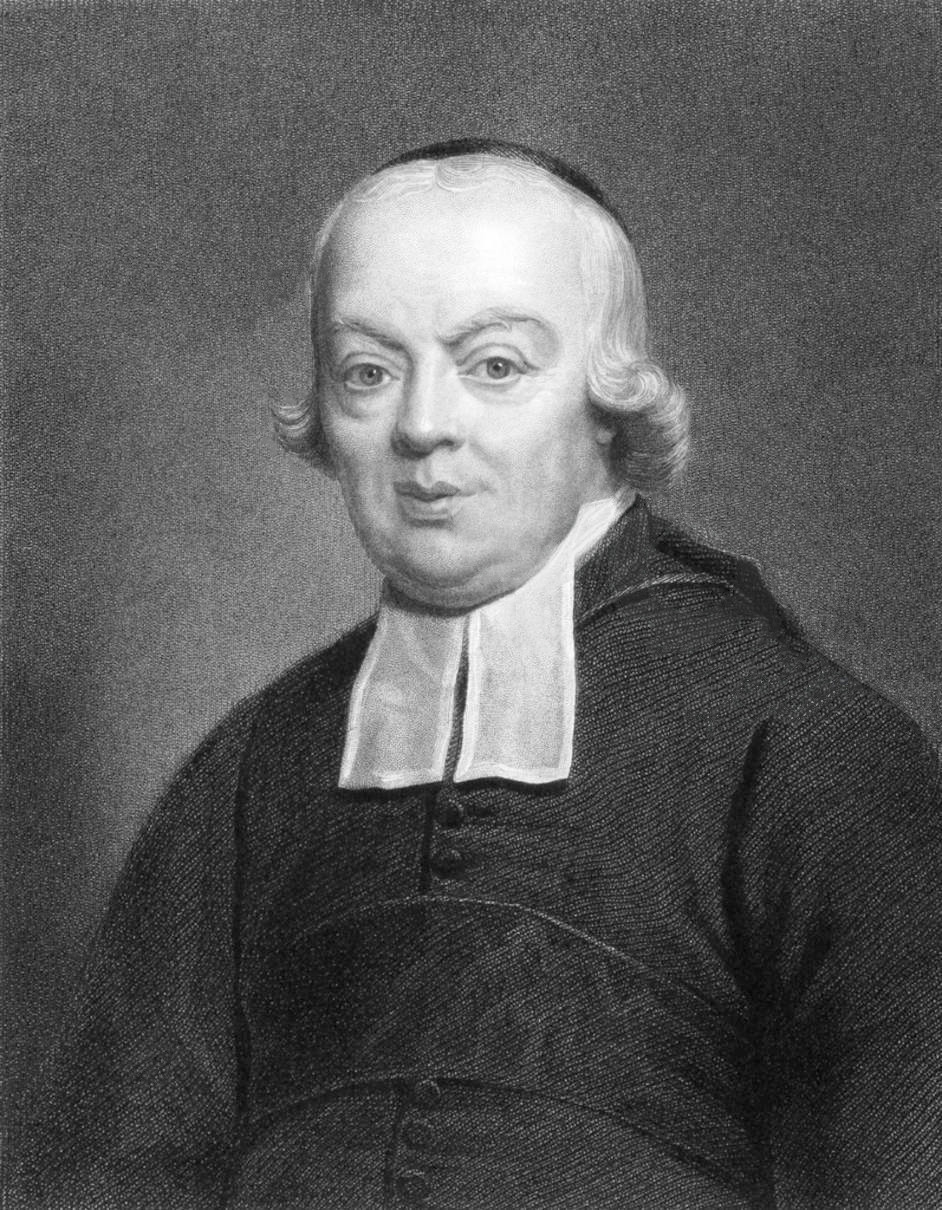
Charles-Michel de l’Epée

In Paris studierte er am Institut National de Jeunes Sourds dessen Direktor damals Roch-Ambroise Cucurron Sicard war, bekannt als Abbé Sicard, Schüler und Nachfolger von Abbé de L’Épée nach dessen Tod im Jahr 1789. Seine Lehrer waren Jean Massieu und Laurent Clerc.

### École Dunan-Stiftung
Um 1820 unterrichtete er in seinem Geburtshaus in der Rue Crébillon 1 ein Dutzend Gehörlose und gründete dort 1824 eine erste Schule für Gehörlose, in der er täglich sechs Schüler begrüßte. Im Jahr 1825 unterrichtete er im Sanitat Hospiz und wurde dessen Direktor.
Im Dezember 1824 interessierte sich der Stadtrat von Nantes für seine Arbeit und gewährte ihm 1826 einen Kreditzuschuss von 500 Francs. René Dunan stellte den Plan vor, eine richtige Anstalt für Taubstumme zu gründen, da sein Haus nicht ausreichte, um die Schüler unterzubringen. Die Jungen wurden im Hospiz des Sanitat aufgenommen, während die Mädchen im Maison de la Providence unter der Aufsicht der sœurs de la Sagesse und der pädagogischen Aufsicht von René Dunan untergebracht wurden.
Ab 1827 übernahmen die Frères de Saint Gabriel die alleinige Leitung des Jungenheims.

### Der Umzug
Im Jahr 1833 stiftete der Generalrat zehn Departementsstipendien und genehmigte das Projekt, den Pavillon einer ehemaligen Benediktinerabtei zu nutzen: das Priorat Saint-Jacques im Dorf Pirmil, das damals in ein Hospiz für Alte, Waisen und Geisteskranke umgewandelt worden war und aus einem Lehrerzimmer, einem Klassenzimmer und zwei Schlafsälen für 12 bis 15 Schüler bestand.
Im Jahr 1834 suchte René Dunan einen Assistenten, der ihn bei seiner Lehrtätigkeit unterstützen sollte. Er findet einen Schuhmacher und bringt ihm die langue des signes bei. Von seiner Anwerbung durch die Verwaltungskommission der Hospize fehlt jedoch jede Spur.
Um 1834–1835 erreichte die Gemeinde Nantes vom Generalrat der Loire-Inférieure die Verlegung der Schule in das gerade erbaute Hospice général de Saint-Jacques. Der offizielle Status der Schule wird am 1. August 1835 der einer Institution Départementale. Am 23. März 1840 erlässt die Kommission die règlement de discipline intérieure.
Im Jahr 1842 erwog die Verwaltung der Hospize von Nantes, die Arbeit von René Dunan weiterzuführen, der immer noch allein unterrichtete und für den die Situation, trotz seines Wunsches weiterzumachen, zunehmend schwieriger wurde. Die Regierung erwägte, einen Nachfolger für ihn zu finden.

### Schließung der Dunan-Schule
Im Jahr 1843 kam es zu einer Neuorganisation des Unterrichts für die Schüler von René Dunan:
- Die Jungen bleiben bei den Frères de Saint Gabriel in Nantes und werden von Stipendiaten aus Finistère, Morbihan und Vendée begleitet. Die Räumlichkeiten reichten nicht mehr aus: Die Brüder suchten nach einer anderen Niederlassung.
- Die Mädchen reisen am 2. November mit den Sœurs de la Sagesse des Institut de Sourds-Muets nach Auray ab.

Am 11. Oktober beschloss die Präfektur, René Dunan von seinem Amt als Lehrer und Direktor zu entlassen. Am 16. November beantragte der Gemeinderat die Freigabe neuer Kredite für die Anstellung von drei Brüdern, die in der Lage sind, Gehörlose zu unterrichten. Der Rat fordert die Verwaltung auf, sich mit der Situation von Professor René Dunan zu befassen.

### Rücktritt von René Dunan und Gründung der Persagotière
René Dunan ließ sich allein in der Stadt Carquefou (heute ein nordöstlicher Vorort von Nantes) nieder. Seine Eltern sollen ihm das Haus vermacht haben. Dort begann er, Landschaften, Jagdszenen und ein Selbstporträt zu malen.
Seine Schule wurde 1856 auf das Anwesen La Persagotière in den südlichen Bezirken von Nantes verlegt, dass der Generalrat des Départements Loire-Inférieure nach der positiven Stellungnahme des Architekten Saint-Félix Seheult für die Summe von 95.000  Francs kaufte. Dieser Ort in der Nähe des Saint-Jacques-Krankenhauses verfügt über Räumlichkeiten, die den Bedürfnissen der Studenten gerecht werden.
Er lernte den Leiter dieser neuen Einrichtung kennen, Frère Louis (richtiger Name: Louis-Augustin Cailleau, geboren 1823, gestorben 1890), dessen Großzügigkeit es René Dunan ermöglichte, ein Zimmer in La Persagotière zu beziehen, wo er aufmerksam betreut wurde. Dort genoss er einen langen und friedlichen Lebensabend. Er starb am 7. Mai 1885 in seinem Haus, Nummer 20 des chemin de Vertou (heute rue Frère-Louis), in der Nähe des Ufers der Sèvre nantaise, nicht weit vom Institut.

## La Persagotière
Vier Jahre später wurden gehörlose Schulleiter und Lehrer von gehörlosen Kindern ferngehalten, damit diese ohne Gesten aufwachsen, weil der Mailänder Kongress die Gebärdensprache zensiert hatte.
Dieses Verbot galt fast ein Jahrhundert lang, bis Simone Veil, die damalige Ministerin für Soziales und Gesundheit, es 1977 teilweise aufhob.
La Persagotière ist heute ein öffentliches medizinisch-soziales Institut, das den Bestimmungen des Gesetzes 2002.2 zur Erneuerung sozialer und medizinisch-sozialer Maßnahmen unterliegt. Es sind weiterhin junge Gehörlose und Schwerhörige sowie junge Menschen mit komplexen Sprachstörungen mit oder ohne damit verbundene Behinderungen willkommen.

## Ehrungen

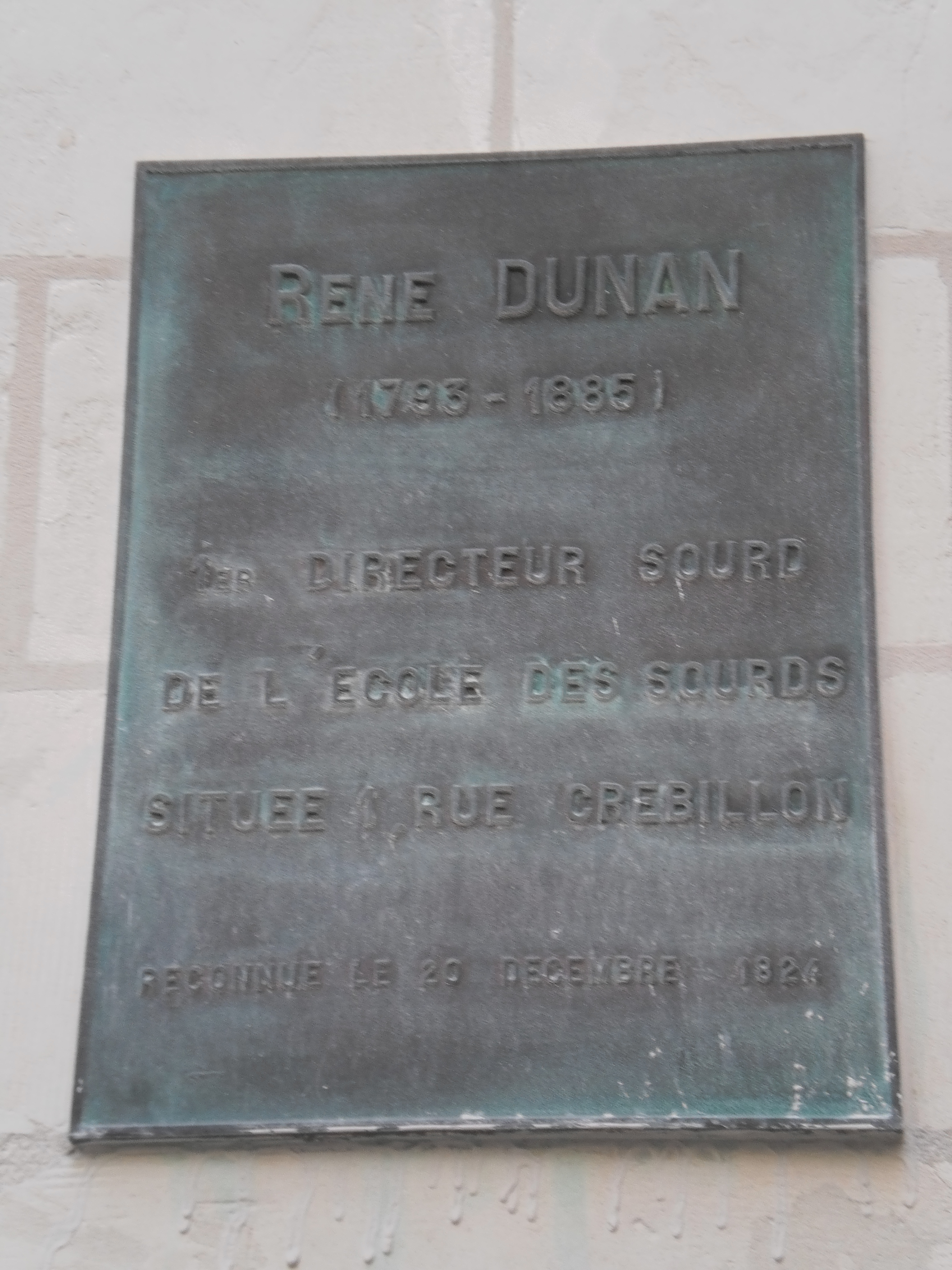
Gedenktafel in der rue Crébillon

- Eine Birnensorte, die René Dunan Birne, die von seinem Nachfolger Louis-Augustin Cailleau (Frère Louis) in La Persagotière gezüchtet wurde, trägt seinen Namen.
- Am 14. November 1998 wurde in Nantes an der Ecke Rue Crébillon und Rue de Guérande eine Gedenktafel zu Ehren des Gründers und ersten gehörlosen Direktors enthüllt.
- Am 22. und 23. November 2008 fand das Festi’Dunan in Thouaré-sur-Loire (10  km von Nantes entfernt) anlässlich des 10. Jahrestages  der Ehrung von René Dunan und des Treffens ehemaliger gehörloser Schüler von La Persagotière statt.[4]
- In Nantes trägt heute eine Straße den Namen René Dunan, an der Stelle, wo sich einst La Persagotière befand.